# Рытвины Лахедж
Рытвины Лахедж (англ. Láhej Sulci) — система рытвин (рельеф из чередующихся борозд и кряжей) на поверхности спутника Сатурна — Энцелада.

## География
Примерные координаты — 10°53′ ю. ш. 302°00′ з. д. / 10,89° ю. ш. 302° з. д.. Максимальный размер структур составляет 150 км. Рытвины расположены на равнине Сарандиб, на юго-востоке практически соприкасается с аналогичной структурой — рытвинами Лабтайт, а к северу от них находятся рытвины Хама. На западе от рытвин расположены борозды Анбар, а на северо-востоке две единственные гряды спутника — гряды Куфа и гряда Эбони. На юге находится 8-километровый именной кратер Сабур, а на северо-востоке — 4-километровый Шарркан.

## Эпоним
Названы в честь города Лахдж, фигурирующего в сборнике арабских сказок Тысяча и одна ночь. Официальное название было утверждено Международным астрономическим союзом в 2006 году.